# ワープロソフト

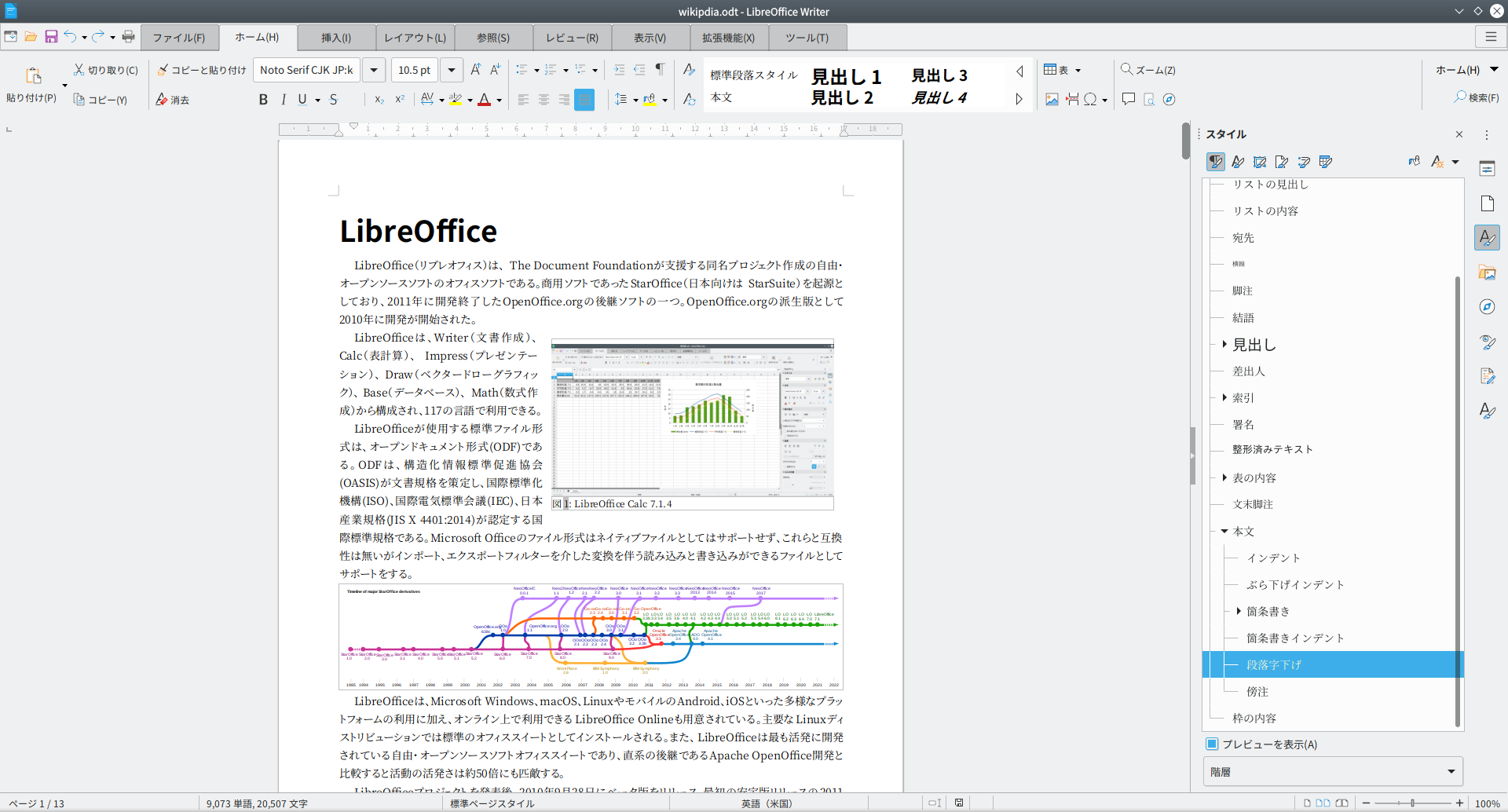
LibreOffice Writer (バージョン7.1.4)

ワープロソフトとは、コンピュータ上で動作するワードプロセッサの機能を実現したアプリケーションソフトウェア（プログラム）である。

## 名称
世界的には「ワープロ専用機」も「ワープロソフト」も、タイプライターとの対比として、「ワードプロセッサ」(Word processor)と呼ばれる事が多い。しかし日本ではワープロ専用機と区別して「ワープロソフト」と呼ばれる場合が多い。
ワープロソフトや表計算ソフトなどは「オフィスソフト」とも呼ばれる。また、これらをセットにした商品パッケージはオフィススイートと呼ばれる。
なお、文章の装飾機能を持たないテキスト編集機能中心のソフトウェアはテキストエディタと呼ぶ。

## 歴史
Xerox PARCにて、1974年〜1976年に、WYSIWYGを初めて実現したBravo, Gypsyといったドキュメント作成システムが開発された。後に、Bravoの開発者チャールズ・シモニーはマイクロソフトへ転職しMicrosoft Wordを、Gypsyの開発者Tom Malloy, ラリー・テスラーはAppleへ転職しLisaWrtite(後のMacWriteの元となる)を開発した。
英文ワープロソフトでは、1976年にMichael ShrayerによるElectric PencilのMITS Altair版が家庭用コンピュータで動く最初のワープロソフトとして発売され、1978年にはCP/M上で動くWordStar、1986年にはMS-DOS上で動くWordPerfectが登場し、それぞれベストセラーとなった。
日本では1979年に、Apple IIに九十九電機が独自のカナROMを搭載させたローマ字カナ変換ソフト（カセットテープ媒体）付きのモデルが発売された（なお、ソフトとROMの単独販売もApple IIユーザー向けに、この時行われている）。
1983年にはPC-9801用の松や、一太郎の前身であるPC-100用のJS-WORDが登場した。松と一太郎はそれぞれベストセラーとなった。
1990年代にはMicrosoft Windowsが普及し、ワープロソフトもWindows版が主力となった。海外ではWordPerfect（Windows版）、Lotus WordPro、Microsoft Wordが、それぞれ単体およびオフィススイートの形で、激しく競争した。
日本でも1995年よりWindows 95が普及すると、専用ワープロやMS-DOS版から、Windows版の日本語ワープロソフトが主力となり、一太郎（Windows版）、Microsoft Word、WordPro、OASYS（Windows版）などが競った。Microsoft Officeに対抗すべく「一太郎 + Lotus 1-2-3」など、メーカー間で提携したパッケージも販売されたが、1990年代後半から2000年代前半にかけてMicrosoft Wordがほぼ事実上の標準となった。
Microsoft Wordが高額かつ寡占状態であることから、2000年代後半以降、無料のOpen Office Writerやその派生のLibreOffice Writerを導入する動きも出た。2010年代にはクラウドサービス等の発達により、インターネット上で無料で動くGoogle社のGoogle ドキュメントが登場し、シェアを拡大した。

## 機能
ワープロソフトは、手書きやタイプライタと異なり、文書をコンピュータ上で作成してデータの形で保存するため、後からの修正や再利用、電子メールなどでの添付、文書内の文字検索などが容易であり、印刷せずに画面で表示すればペーパーレス化も可能である。また、文字の装飾や文字間隔の調整、図表の挿入などの編集機能を備えている。主流といわれるワープロソフトには、DTPで使用できるほどの高度な編集機能や、グループで使う事を考慮した世代管理機能や校正機能を持つものもある。
日本語ワープロソフトの場合は、専用の日本語入力システム（漢字変換ソフト、FEP、IMEとも呼ばれるもの）を含むものもあり、この性能（操作性、変換効率など）も差別化要因となる。松に含まれる松茸、一太郎に含まれるATOK、OASYSに含まれるOAK（オアシスかな漢字変換）などがあり、単体販売されるものもある。

## 主なワープロソフト

### 現在利用できる主なワープロソフト
- 一太郎（ジャストシステム）
純国産ソフト。当時の日本語ワープロ専用機の操作性がベースになっている。日本ではかつてはワープロソフトの定番であった。
- ワードパッド（マイクロソフト）
Windowsに標準で搭載されているワープロソフト。
- Microsoft Word（マイクロソフト）
英文ワープロソフトをベースに、日本語対応もされた。Microsoft Officeにも含まれている。現在のワープロソフトの事実上の標準となっている。
- テキストエディット（Apple）
macOSに標準で搭載されているワープロソフト。
- Pages（Apple）
MacやiPhone, iPadなどApple製品に無料でバンドルされている、ページレイアウト機能を統合したワープロソフト。iCloud版はWebブラウザでも利用出来る。ワープロとドローソフトの機能を兼ね備えたような操作感覚が特徴。インターネットでの共同制作機能がある。
- egword Universal 2（物書堂）
macOS専用ソフトとして、ルビや禁則処理、原稿用紙対応など日本語編集に最適化され、高速かつ縦書き対応の強力なページレイアウト機能を備えている。
- Nisus Writer（マーキュリー・ソフトウェア・ジャパン）
macOS用ワープロソフト[2]。旧Mac OS版の発売当時は多機能ワープロとして有名だったが、近年ではむしろ軽快さを売りにしている。多段階アンドゥやオートセーブを初めて搭載したソフトウェアである。
- KWord（KDE）
KOfficeのワープロソフト。LinuxではKDE採用のディストリビューションに標準採用されていることが多い。
- OpenOffice Writer（Apache OpenOffice）
オープンソースのワープロソフト。Microsoft Wordと制約はあるが互換性があり、無料で使用できる。
- LibreOffice Writer（The Document Foundation）
OpenOffice.orgから派生したオープンソースのワープロソフト。Microsoft Wordのファイルと制約つきではあるが互換性があり、無料で使用できる。
- WordPerfect（Corel）
米国でのかつてのベストセラー・ワープロソフト。WordPerfect社、Novell社を経て、現在はCorel社が販売している。決まった形式に即して文書を作成することが可能なことから、法律家などに愛用されている。
- WPS Writer（キングソフト）
Microsoft Wordのフォーマットに酷似したワープロソフトで、WPS Officeにも含まれている。単純な本家Microsoft Wordのクローン商品ではなく、相互互換されている。
- Google ドキュメント（Google）
Googleが作った非常にシンプルでながら必要な機能が揃ったOSを問わないWebブラウザ上で動くワープロソフト。PC版の装飾の面ではWordにやや劣るが手軽に使える等の魅力がある。

### 過去に販売されていたワープロソフト
- OASYS（富士通）
純国産ソフト。独自の操作性が特徴だった同名の日本語ワープロ専用機の機能がベースになっている。個人向けが2020年、法人向けが2021年に販売終了。
- StarSuite Writer（サン・マイクロシステムズ）
OpenOffice.orgをベースとしたワープロソフト。2011年に販売終了している。
- WordPro（ロータス）
Lotus SuperOfficeにも含まれている。ロータス、IBMを経て、日本ではソースネクスト社が販売していた。サポート終了。
- EGWORD（エルゴソフト）
- MacWord（ダイナウェア）
- ORGAI（誠和システムズ、システムソフト）[3]
- 松（管理工学研究所）
- アシストワード（アシスト）
- AmiPro（ロータス）
- P1（8ビット機向け）、P1.EXE（または ARUGA P1.EXE、デービーソフト）
- WX-Word for Windows（エー・アイ・ソフト）
- マックライトII（クラリス）
- 文書プログラム（日本IBM）
- DOS文書プログラム（日本IBM）
- 織姫Lite（日本IBM）
- オーロラエース（大塚商会）
- WordStar（MicroPro International）
1980年代のアメリカの代表的なワープロソフトの1つ。
- スーパー春望（デービーソフト）
- VJE-Pen (VACS)
比較的軽量・軽快なワープロソフト。PC-9801版とDOS/V版があり。価格は35000円[4]。
  - VJE-Pen Super - NEXTSTEP版[5]
- Akane for Windows (Xerox)
- Power書院（シャープ）
ワープロ専用機 書院シリーズがベース[6][7]。
- Rupo Writer（東芝）
ワープロ専用機 Rupoシリーズがベース[8]。
- キヤノワードJ for Windows（キヤノン）
ワープロ専用機 キヤノワードJシリーズがベース[9]。
- ユーカラシリーズ（東海クリエイト）